# یاهو! اینک. (۲۰۱۷–اکنون)
اوت اینک. (انگلیسی: Oath Inc.) از شرکت‌های دختر بخش رسانه و تلمتیکز ورایزن کامیونیکیشنز است که به عنوان شرکت والد زیربخش‌های محتواییش،
ای‌اوال و یاهو! فعالیت می‌کند.
ورایزن خبر اکتساب ای‌اوال را در مه ۲۰۱۵ اعلام کرد و در ژوئیه ۲۰۱۶ اعلام کرد یاهو! را می‌خرد.این دو شرکت پس از اتمام معامله برندهای خود را حفظ می‌کنند.

## مقر
مقرهای ای‌اوال و یاهو! مقر اوت خواهند بود. این دو هم‌اکنون در نیویورک و سانی‌ویل، کالیفرنیا در آمریکا قرار دارند.

## برندها
برخی از برندهای زیرمجموعه اوت:
- هاف‌پست
- تک‌کرانچ
- ای‌اوال
- یاهو! اسپورتس
- یاهو! فایننس
- یاهو! میل
- یاهو!
- تامبلر
- فلیکر